# Convention baptiste brésilienne
La Convention baptiste brésilienne (portugais : Convenção Batista Brasileira) est une association chrétienne évangélique d'églises baptistes au Brésil.  Elle est affiliée à l’Alliance baptiste mondiale. Son siège est situé à Rio de Janeiro. 

## Histoire

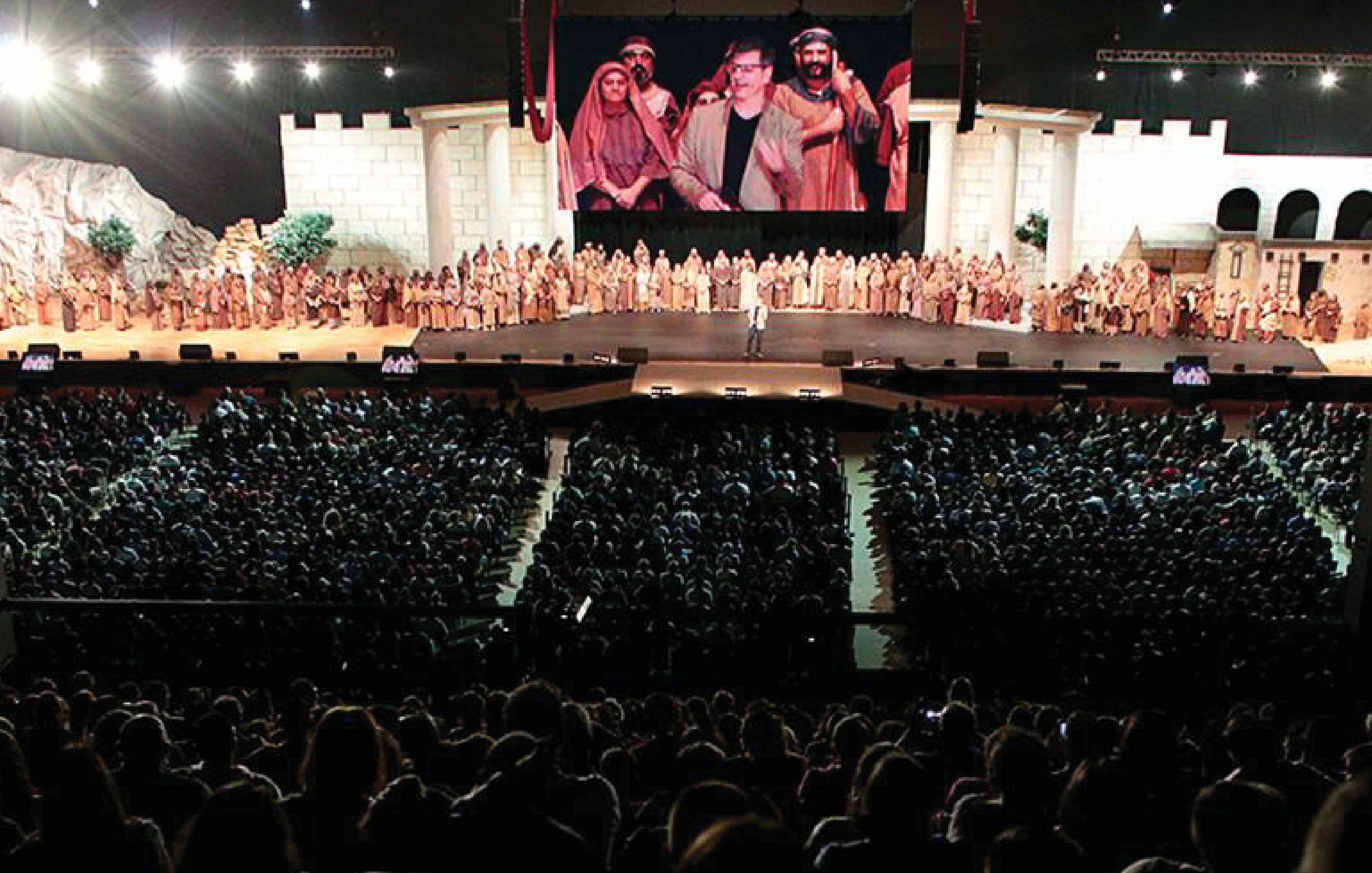
Spectacle sur la vie de Jésus à l’Église de la cité à São José dos Campos, affiliée à la Convention, 2017.

La Convention baptiste brésilienne a ses origines dans l’établissement de la première église baptiste à Salvador (Bahia) en 1882, par le Conseil de mission internationale .  Elle est officiellement fondée en 1907 . Selon un recensement de l’association, en 2023 elle disait avoir 9,288 églises et 1,809,230 membres.

## Organisation missionnaire
La convention a une organisation missionnaire, Junta de Missões Mundiais .

## Programmes sociaux
La Convention coordonne plusieurs programmes sociaux, au travers des "Missões Nacionais" notamment pour la réinsertion des toxicomanes, de la danse et du sport et pour les jeunes des quartiers défavorisés et l’hébergement d’enfants orphelins .

## Écoles
La convention compte 17 écoles primaires et secondaires affiliées, rassemblées dans le Rede Batista de Educação .
Elle compte 3 instituts de théologie .

## Controverses
En 1965, la Convention a procédé à l’excommunication de 165 églises enseignant les croyances du mouvement charismatique .